# Битва при Альмарасе
Битва при Альмарасе произошла 18-19 мая 1812 года во время Пиренейской войны. Англо-португальская армия под командованием лорда Хилла разрушила французский понтонный мост через реку Тахо в Альмарасе. Мост был защищён с обеих сторон двумя французскими гарнизонами.
Союзники действовали решительно и дерзко. Битва привела к существенному улучшению положения союзников, поскольку французские войска оказались разделены перед предстоящей битвой при Саламанке.

## Предыстория
К концу апреля 1812 года герцог Веллингтон захватил стратегические пограничные крепости Бадахос и Сьюдад-Родриго, которые контролировали два основных маршрута между Испанией и Португалией. Теперь он был готов идти в Испанию, имея при себе армию, которая была достаточно сильна для противостояния одной французской армии. Однако в Испании их было две: Португальская армия Мармона, находившаяся около Саламанки, и Южная армия Сульта. Их разделяла река Тахо.
Мосты через Тахо были в Толедо, Талавере, Вильянуэва-дель-Арсобиспо, Альмарасе и Алькантаре. Мост в Алькантаре был разрушен португальцами под командованием полковника Мейна 14 мая 1809 года. Мосты в Толедо, Талавере и Арсобиспо находились под французским контролем, но, по словам Нейпира, левый берег Тахо в этих городах был «настолько испещрён отрогами Сьерра-де-Гвадалупе, что его можно назвать практически непроходимым для армии». Любая артиллерия и тяжёлые повозки, направляющиеся из одной армии в другую, должны были идти через Толедо или Альмарас.

## Битва
Мост в Альмарасе, построенный городом Пласенсиа во времена правления императора Карла V в XVI веке и известный среди местных жителей как мост Альбалат, был частично разрушен испанцами 14 марта 1809 года, чтобы не дать французам использовать его. 14 мая 1809 года португальцы под командованием полковника Мейна разрушили мост в Алькантаре по той же причине. Осенью 1809 года французы построили понтонный мост к западу от моста Альбалат. Он был около 200 метров в длину и построен с использованием тяжёлых понтонов. Центральный пролёт представлял собой лёгкую лодку, которая ночью для безопасности убиралась.
У генерала Роланда Хилла был небольшой отряд, с которым он должен был атаковать понтонный мост через Тахо. Его войско, насчитывающее около 6 тыс. человек с девятью пушками, было практически то же, с которым он полгода назад застал врасплох Жан-Батиста Жирара в битве при Арройо-дос-Молиносе. Перед Хиллом стояла непростая задача, поскольку понтонный мост был защищён на обоих берегах мощными земляными валами. Южный конец моста был защищён плацдармом, над которым возвышался форт Наполеон.
Это был мощный форт, способный вместить 450 человек и расположенный на вершине холма над высокой насыпью. Однако подъём к нему был не очень крутым, и вход в форт был несколько облегчён двумя большими уступами, больше похожими на ступени, которые вели к крепостным стенам. Задняя часть форта спускалась к мосту и была защищена рвом с частоколом и башней с бойницами, которая могла бы служить последним убежищем, если бы солдаты Хилла вошли в форт. На северном берегу Тахо стоял форт Рагуза, в котором хранились все боеприпасы и провизия гарнизона. Этот пятиугольный форт также был защищён укреплениями возле моста и имел башню высотой почти 8 метров с бойницами, которая должна была стать последним оплотом обороны.
Французы ещё сильнее укрепили свою позиции на мосту, установив контроль над главной дорогой из Трухильо примерно в шести милях к югу от моста. Там, где дорога поднимается на Сьерра-де-Мирабете, перевал контролировался замком, вокруг которого французы построили бастион высотой 12 футов (3,7 м), в котором размещалось восемь орудий. Он был связан с укреплённым домом недалеко от дороги двумя небольшими фортами, Кольбер и Сенармон. Горы были непроходимы для любых колёсных транспортных средств, и единственный альтернативный проход, Ла-Куэва, находился в двух милях к востоку от Мирабете. Дорога на южной стороне гор была проходима для транспортных средств, но после перевала превращалась в пешую тропу.
План Хилла предусматривал разделение его войска на три колонны. Первая из них, включающая в себя 28-й и 34-й полки, а также 6-й полк касадоров, должна была под командованием Чоуна штурмовать замок Мирабете. Вторая, или центральная колонна, состоящая из 6-го и 18-го португальских пехотных полков вместе со всей артиллерией, должна была идти по главной дороге и атаковать оборонительные сооружения на перевале. Третья колонна, которой командовал сам Хилл и которая по сути была бригадой Кеннета Говарда, состоявшей из 50-го, 71-го, 92-го полков и одной роты 5-го батальона 60-го полка, должна была подняться по дороге, ведущей через перевал Ла-Куэва, и подойти к Альмарасу. Три колонны отправились в путь ночью 16 мая, но на рассвете все три были далеки от своих целей из-за трудного рельефа местности.
Хиллу было ясно, что вряд ли удастся застать гарнизон на мосту врасплох. Поэтому он искал другой способ переправить пушки через горы. Французский гарнизон всё ещё не знал об отряде союзников, и Хилл решил атаковать форт Наполеон и мост одной пехотой.
Вечером 18 мая бригада Говарда прошла через перевал Ла-Куэва. К рассвету 19 мая солдаты Хилла оказались менее чем в километре от форта Наполеон, но французы заметили их тем утром, когда они пересекали горы. Гарнизон форта Наполеон, которым командовал полковник Обер, был начеку, и две центральные лодки моста были уведены.
Атака на мост в Альмарасе началась на рассвете 19 мая, когда орудия Чоуна открыли огонь по замку в Мирабете. Защитники форта Наполеон, хотя предупреждённые о присутствии войск Хилла, всё же были застигнуты врасплох, когда 50-й полк и часть 71-го вырвались из укрытия и ринулись в атаку. Защитники форта и орудия форта Рагуза открыли по ним огонь. Британские войска начали нести потери, но им удалось достичь вершины холма и перебросить лестницы через эскарп. Затем они поднялись на вершину крепостного вала и вступили в рукопашный бой с защитниками форта.
Первым наверх забрался капитан Кэндлер из 50-го полка, который перепрыгнул через парапет и был сражён несколькими французскими мушкетными пулями. За ним последовали его солдаты, и вскоре защитникам пришлось отступать к мосту. Командующий фортом полковник Обер отказался отступать и вступил в отчаянный бой. Он отказался от предложения о капитуляции, и сержант 50-го полка пронзил его штыком. Французские войска пытались обороняться внутри башни, но были вынуждены сдаться. Орудия форта Рагуза не могли стрелять из-за опасения поразить своих солдат, бегущих к реке.
Защитники на берегу тоже начали отступать через понтонный мост. Орудия форта Рагуза ненадолго открыли огонь по форту Наполеон, пока британцы не ответили им из захваченных орудий. Весь бой длился всего 40 минут. Четыре гренадера 92-го поплыли в форт Рагуза и привели несколько лодок для ремонта понтонного моста. Вскоре прибыли остальные отряды Хилла и обнаружили, что французы покинули все укрепления с обеих сторон реки. Хилл взорвал их и сжёг мост.

## Итог
Замок в Мирабете остался в руках французов, так как Уильям Эрскин распространил слух, что приближается вся армия Сульта. Это заставило Хилла, который намеревался разрушить замок, уйти в Трухильо и потерять шанс добиться окончательной победы. Рейд на мосту в Альмарасе стоил британцам 33 убитых и 148 раненых, из которых 28 убитых и 110 раненых принадлежали к 50-му полку. Французские потери были оценены приблизительно в 400 человек, 259 из которых попали в плен.
В 1813 году герцог Веллингтон направил подполковника Генри Стёрджена из британского Королевского штабного корпуса для ремонта моста. Стёрджен построил подвесной мост, похожий на тот, что он построил в Алькантаре. Испанцы построили нынешний мост между 1841 и 1845 годами.